# Condor (Alberta)
Pour les articles homonymes, voir Condor.
Condor est un hameau (hamlet) du Comté de Clearwater, situé dans la province canadienne d'Alberta.

## Société
Personnalités
- Barry Mather (1909-1982), journaliste et homme politique fédéral en Colombie-Britannique